# Den andra världen
Den andra världen (danska: Den anden verden) är en dansk julkalender från 2016, producerad av DR och regisserad av Lars Kaalund efter ett manus av Bo Hr. Hansen och Nikolaj Scherfig, som tidigare skrivit manus till julkalendrarna Jesus och Josefine från 2003 och Mikkel och Guldkortet från 2008.
I huvudrollerna syns Fanny Leander Bornedal, som spelar Anna, och Caroline Vedel Larsen, som spelar Sara. Utöver dem medverkar också Lars Brygmann, Christine Albeck Børge, Jacob Augusti Ottensten, Andreas Jessen m.fl. i julkalendern.
Serien har även visats i Yle 2017 och i SVT 2018.

## Handling
Tvillingflickorna Anna och Sara förbereder sig för julföreställningen på Det Gyldne Teater, som deras mamma är chef på. Sara spelar huvudrollen som Törnrosa. Anna har scenskräck och är därför sufflör. En dag får Sara ett slag i huvudet och ramlar ner i vattnet och hamnar i en värld baserad på bröderna Grimms sagor. När hon vaknar upp igen, räknar hon ut hur man kommer in världen, och hur man kommer ut igen. Hon ger Anna uppdraget att väcka henne från den andra världen.
Sara börjar med att vara med i sagan "Snövit och de sju dvärgarna", och senare även i "Askungen", "Hans och Greta" och en obekant påhittad saga. Anna kommer senare också i den andra världen. 
Sara blir mer och mer intresserad av den andra världen och prinsen, så när hon ska spela sin roll på Det Gyldne Teater förstör hon det för sig själv. Sponsorn, som också har en dotter som är med, klagar över hennes beteende, och Anna måste agera.

## Rollista
- Caroline Vedel – Sara
- Fanny Bornedal – Anna
- Christine Albeck Børge – Rikke
- Lars Brygmann – Philip
- Rosalinde Mynster – styvsyster
- Molly Blixt Egelind – styvsyster
- Andreas Jessen – prinsen
- Niels Anders Thorn – hovbetjänt
- Dan Zahle – Søren
- Jacob August Ottensten – Janus
- Lene Axelsen – äldre dam
- Katrine Lund Filopovich – Emma
- Joel Hyrland – Pede
- Albert Rudbeck Lindhardt – Albert
- Elsebeth Steentoft – Sonja
- Christian Tafdrup – Mikkel
- Laura Wendel Nielsen Thygesen – Camilla
- Sofie Gråbøl – drottningen
- Nicolas Bro – spegeln
- Peter Christoffersen – jägare
- Kristian De Linde – Ludwig
- Sigrid Husjord – Heinz
- Dan Jakobsen – Otto
- Tina Quist Nerengård – Ekhard
- Alfa Liv Ottesen – Rödluvan
- Andreas Nicolai Petersen – Sigfried
- Ann Smith – Karl
- Leif Bach Sørensen – Bernd
- Sannar Herstad Lauridsen – pojke
- Christian Gade Bjerrum – Jacob Link
- Paul Hüttel – prästen
- Kirsten Lehfeldt – häxan
- Philip Antonakakis – ambulansläkare
- Behruz Banissi – vakt
- Gerard Bidstrup – vakt
- Janus Kim Elsig – vakt
- Kristoffer Fabricius – vakt
- Jesper Hyldegaard – läkare
- Regitze Estrup – sjuksköterska
- Lise Baastrup – piga
- Kristian Fjord – hantverkare
- Helle Hertz – gammal fru
- Lars Ranthe – Karls röst

## Produktion
Inspelningarna inleddes i november 2015, och de sista tagningarna spelades in torsdag den 30 juni 2016 på Egeskov Slott.